# NGC 6003
NGC 6003 é uma galáxia lenticular (S0) localizada na direcção da constelação de Serpens. Possui uma declinação de +19° 01' 57" e uma ascensão recta de 15 horas, 49 minutos e 25,6 segundos.
A galáxia NGC 6003 foi descoberta em 19 de Junho de 1879 por Édouard Jean-Marie Stephan.